# Dr.-Ferdinand-Nagl-Haus
Das Dr.-Ferdinand-Nagl-Haus ist eine Selbstversorgerhütte der Gruppe Favoriten des ÖTV auf 1040 m ü. A. auf der Hohen Wand.

## Lage und Ausstattung
Die Hohe Wand gehört zu den Gutensteiner Alpen und liegt im Alpenvorland ca. 10 km westlich von Wiener Neustadt, das ca. 50 km südlich von Wien liegt. Das Dr.-Ferdinand-Nagl-Haus befindet sich auf 1040 m ü. A. Höhe in der Nähe der „Großen Kanzel“. Es ist eine Selbstversorgerhütte und bietet 18 Betten in 4 Schlafräumen, 2 Aufenthaltsräume, eine Küche und einen Sanitärraum.

## Name und Geschichte
Seit der Reaktivierung des Vereins 1946 war es Ziel des Österreichischen Touristenvereins (ÖTV), im Einzugsbereich von Wien ein Schutzhaus zu besitzen. 1955 wurde dann der Vorgängerbau des Dr.-Ferdinand-Nagl-Hauses, ein privates Wochenendhäuschen, erworben. Dieses wurde in Eigenregie entsprechend erweitert und zu einem Schutzhaus umgebaut. Treibende Kraft war der Obmann der Gruppe Favoriten, Ing. Otto Rinder. Am 7. Oktober 1956 kam es zur festlichen Einweihung, 1961/62 kam es zum Anschluss an das öffentliche Stromnetz.
Benannt wurde das Haus nach Ferdinand Nagl, Oberstaatsanwalt und Unterstaatssekretär der provisorischen Staatsregierung 1945, der als Zentralobmann des ÖTV (1949–1977) und ehrenamtlicher Kassierer des Verband Alpiner Vereine Österreichs (VAVÖ) das Projekt ermöglichte. Nagl wurde später Ehrenobmann des ÖTV und erster Träger des Ehrenringes des ÖTV. 1960 wurde das angrenzende Grundstück erworben und ein sechs Meter hohes Gedenkkreuz (Nagl-Kreuz) errichtet. Dieser Platz wird seither als Dr. Nagl Kanzel geführt. Unweit davon befindet sich die Nagl-Höhle.
Von 1959 bis 1980 wurde das Haus durch Hüttenwarte der Gruppe Favoriten des Österreichischen Touristenvereins betreut. Danach wurde das Haus in eine Selbstversorgerhütte umgewandelt.

## Zustiege und Tourenmöglichkeiten
- Bequem: Mit dem Auto kann man von Stollhof ausgehend über die „Kleine Kanzel-Strasse“ bis zum Gasthof „Kleine Kanzel“ fahren. Von dort folgt man dem „Kanzelweg“ und zweigt beim „Wanddörfl“ in den „Legwarthweg“ ab. Bei der „Eicherthütte“ angekommen folgt man dem Weg zur „Turmsteighütte“. Auf halbem Weg liegt das Dr.-Ferdinand-Nagl-Haus.
- Direkt: Vom Parkplatz in der „Hohen Wand Straße“ in Höflein folgt man dem Springlessteig bis zum „Wandfußsteig“. Diesem folgt man in westlicher Richtung bis zum Grafenbergturm. Von dort geht es dann über den Terzettsteig zum Dr.-Ferdinand-Nagl-Haus.
- Vom Dr.-Ferdinand-Nagl-Haus lässt sich bequem die „Große Kanzel“ erreichen, ein beliebter Aussichtspunkt.
- Vom Dr.-Ferdinand-Nagl-Haus ausgehend lässt sich gut der nahegelegene Gipfel „Plackles“ (1132 m ü. A.) erklimmen.